# Кафайяте (департамент)
Департамент Кафайяте  (исп. Departamento de Cafayate) — департамент в Аргентине в составе провинции Сальта .
Территория — 1570 км². Население — 11,8 тыс. человек. Плотность населения — 7,5 чел./км².
Административный центр — Кафайяте.

## География
Департамент расположен на юге провинции Сальта.
Департамент граничит:
- на севере — с департаментом Ла-Винья
- на северо-востоке — с департаментом Гуачипас
- на юго-востоке и юге— с провинцией Тукуман
- на юго-западе — с провинцией Катамарка
- на северо-западе — с департаментом Сан-Карлос

## Административное деление
Департамент включает 1 муниципалитет:
- Кафайяте

## Важнейшие населённые пункты
| № | Населённый пункт | Населённый пункт (исп.) | Категория | Население чел. (2010) | На карте                        |
| - | ---------------- | ----------------------- | --------- | --------------------- | ------------------------------- |
| 1 | Кафайяте         | Cafayate                | город     | 13698                 | 26°04′14″ ю. ш. 65°58′48″ з. д. |
| 2 | Толомбон         | Tolombóm                | поселок   | 300                   | 26°10′57″ ю. ш. 65°56′25″ з. д. |